# Wil de Visser
Wil de Visser (Delft, 4 juli 1952) is een Nederlands voormalig profvoetbalster. Haar gehele carrière speelde ze voor KFC '71 in Delft.

## Interlandcarrière
In 1973 werd De Visser geselecteerd voor het Nederlands Dameselftal. Tijdens haar debuutwedstrijd tegen Zwitserland, op 26 oktober 1974, maakte ze in de 71e minuut de gelijkmaker.
| Interlands van Wil de Visser voor Nederland | Interlands van Wil de Visser voor Nederland | Interlands van Wil de Visser voor Nederland | Interlands van Wil de Visser voor Nederland | Interlands van Wil de Visser voor Nederland | Interlands van Wil de Visser voor Nederland |
| No.                                         | Datum                                       | Wedstrijd                                   | Uitslag                                     | Competitie                                  | Doelpunten                                  |
| ------------------------------------------- | ------------------------------------------- | ------------------------------------------- | ------------------------------------------- | ------------------------------------------- | ------------------------------------------- |
| 1.                                          | 26 oktober 1974                             | Nederland - Zwitserland                     | 1 – 1                                       | Oefeninterland                              | 1                                           |
| 2.                                          | 24 mei 1975                                 | Nederland - Frankrijk                       | 1 – 0                                       | Oefeninterland                              | 0                                           |
| 3.                                          | 15 november 1975                            | Frankrijk - Nederland                       | 0 – 2                                       | Oefeninterland                              | 0                                           |
| 4.                                          | 2 mei 1976                                  | Engeland - Nederland                        | 2 – 1                                       | Oefeninterland                              | 1                                           |
| 5.                                          | 1 oktober 1977                              | Zwitserland - Nederland                     | 0 – 5                                       | Oefeninterland                              | 1                                           |
| 6.                                          | 27 augustus 1977                            | Nederland - Israël                          | 12 – 0                                      | Oefeninterland                              | 3                                           |
| 7.                                          | 1 oktober 1977                              | Nederland - Zwitserland                     | 1 – 0                                       | Oefeninterland                              | 0                                           |
| 8.                                          | 15 oktober 1977                             | Denemarken - Nederland                      | 1 – 0                                       | Oefeninterland                              | 0                                           |
| 9.                                          | 28 mei 1978                                 | Italië - Nederland                          | 1 – 1                                       | Oefeninterland                              | 1                                           |
| 10.                                         | 30 mei 1978                                 | Italië - Nederland                          | 1 – 0                                       | Oefeninterland                              | 0                                           |
| 11.                                         | 16 september 1978                           | Zwitserland - Nederland                     | 1 – 2                                       | Oefeninterland                              | 0                                           |
| 12.                                         | 30 september 1978                           | Nederland - Engeland                        | 3 – 1                                       | Oefeninterland                              | 0                                           |
| 13.                                         | 21 oktober 1978                             | Nederland - Denemarken                      | 0 – 3                                       | Oefeninterland                              | 0                                           |
| 14.                                         | 21 juli 1979                                | Wales - Nederland                           | 0 – 2                                       | Oefeninterland                              | 0                                           |
| 15.                                         | 23 juli 1979                                | Zweden - Nederland                          | 1 – 1                                       | Oefeninterland                              | 0                                           |
| 16.                                         | 15 september 1979                           | Nederland - Zwitserland                     | 0 – 1                                       | Oefeninterland                              | 0                                           |
| 17.                                         | 29 september 1979                           | Nederland - België                          | 2 – 2                                       | Oefeninterland                              | 0                                           |
| 18.                                         | 20 september 1980                           | Zwitserland - Nederland                     | 2 – 3                                       | Oefeninterland                              | 1                                           |
| 19.                                         | 4 oktober 1980                              | België - Nederland                          | 2 – 3                                       | Oefeninterland                              | 0                                           |
| 20.                                         | 25 april 1981                               | Nederland - Zweden                          | 2 – 1                                       | Oefeninterland                              | 0                                           |
| 21.                                         | 19 september 1981                           | Nederland - Zwitserland                     | 1 – 1                                       | Oefeninterland                              | 0                                           |
| 22.                                         | 26 september 1981                           | Zweden - Nederland                          | 7 – 0                                       | Oefeninterland                              | 0                                           |
| 23.                                         | 17 maart 1982                               | Nederland - Frankrijk                       | 2 – 1                                       | Oefeninterland                              | 1                                           |
| 24.                                         | 25 september 1982                           | België - Nederland                          | 3 – 2                                       | EK Kwalificatie                             | 0                                           |
| 25.                                         | 13 oktober 1982                             | Nederland - Denemarken                      | 2 – 1                                       | EK Kwalificatie                             | 0                                           |
| 26.                                         | 19 maart 1983                               | Nederland - West-Duitsland                  | 2 – 2                                       | EK Kwalificatie                             | 1                                           |
| 27.                                         | 23 april 1983                               | Nederland - België                          | 5 – 0                                       | EK Kwalificatie                             | 1                                           |
| 28.                                         | 8 oktober 1983                              | West-Duitsland - Nederland                  | 1 – 1                                       | EK Kwalificatie                             | 1                                           |
| 29.                                         | 29 oktober 1983                             | Denemarken - Nederland                      | 2 – 0                                       | EK Kwalificatie                             | 0                                           |
| 30.                                         | 22 september 1984                           | Zwitserland - Nederland                     | 1 – 5                                       | Oefeninterland                              | 0                                           |

## Erelijst
| Landskampioen | 2x | 1986, 1989 |
| KNVB beker    | 2x | 1987, 1990 |